# منطقه لیوجیانگ

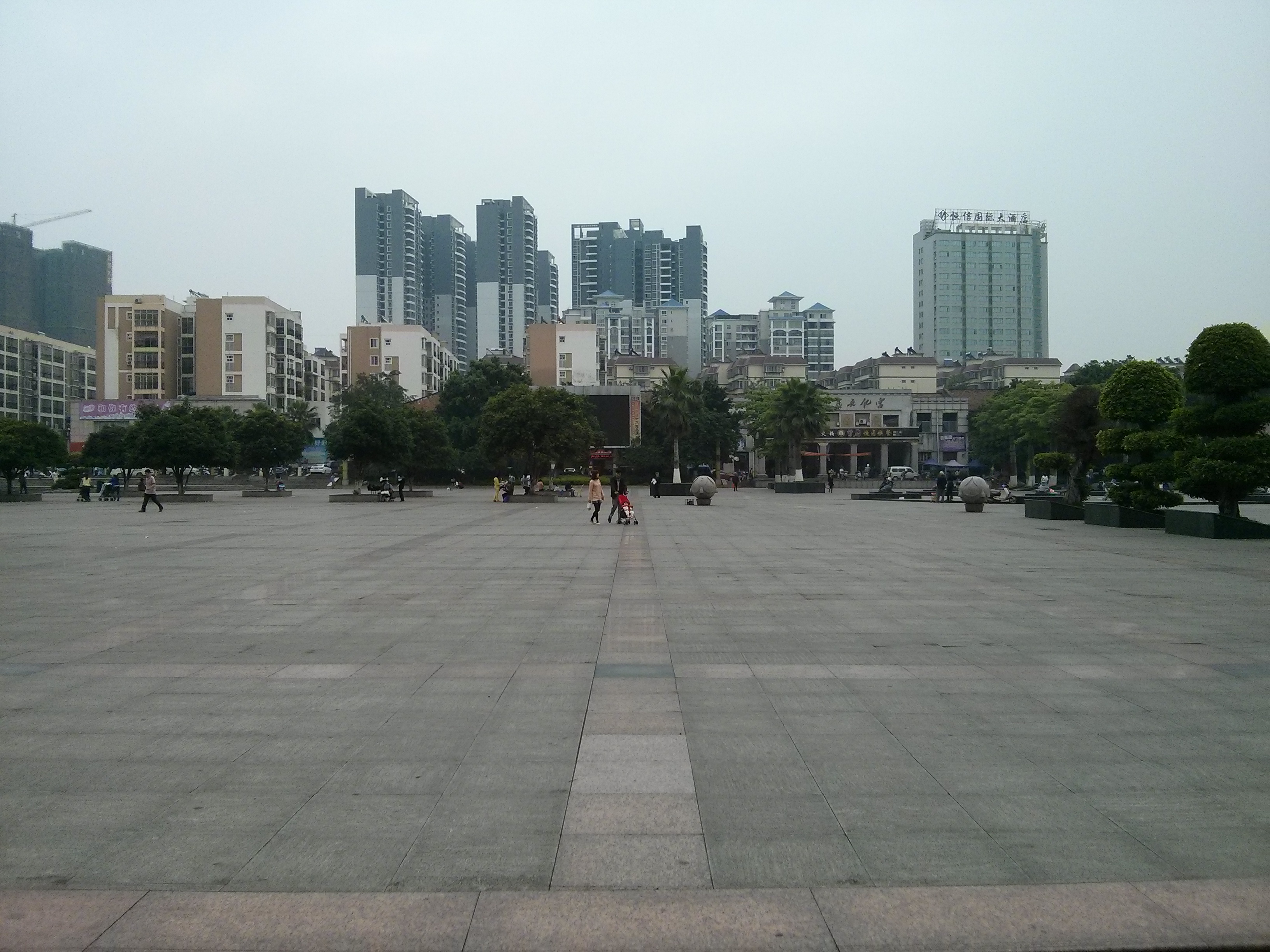
میدان کاخ فرهنگ

منطقه لیوجیانگ (به لاتین: Liujiang County) یک شهرستان در جمهوری خلق چین است که در لیوژو واقع شده‌است.

## خصوصیات
منطقه لیوجیانگ ۲٬۵۳۹٫۱۶ کیلومترمربع مساحت و ۵۶۲٬۳۵۱ نفر جمعیت دارد و ۱۱۰ متر بالاتر از سطح دریا واقع شده‌است.